# ロバート・マロキン
ロバート・マロキン（Roberto Marroquin、1989年8月21日 - ）は、アメリカ合衆国のプロボクサー。テキサス州・ダラス出身。

## ファイトスタイル
マロキンはアマチュア時代から強打が最大の武器。フックやボディショットなどが多彩。タフでもあり、あまり倒れたことがない。アマチュアでフェザー級の頃から強打に定評があり、打ち合いを好むスタイルになっている。

## 来歴
マロキンは2005年国際ジュニアオリンピックフェザー級部門で金メダルに輝くなど多くの実績を残し、オリンピックでは近年アマチュアボクシングが低迷しているアメリカでは、メダルが期待できる人材と有望視されてきた。2008年北京オリンピックの代表選考会の決勝で、ゲーリー・ラッセル・ジュニアに敗れオリンピック出場の逃す。アマチュア時代の成績は180戦165勝15敗。

## プロ時代
2008年1月18日、プロデビュー。
2012年9月15日、ネバダ州・ラスベガスにあるトーマス&マック・センターにて、世界初挑戦。WBA世界スーパーバンタム級王者ギレルモ・リゴンドウと対戦。多くのファンが駆けつけ大声援に押され積極的なファイトを見せ、2度リゴンドウをストップ寸前に追い込むなど見せ場を作ったが、5回、12回とそれぞれダウンを奪われるなど終始リゴンドウペースで試合が進み、0-3（108-118、108-118、109-118）の判定負けを喫し、王座獲得に失敗した。